# Jacques-Louis David
Jacques-Louis David (n. 30 august 1748, Paris, Regatul Franței – d. 29 decembrie 1825, Brussel, Regatul Unit al Țărilor de Jos) a fost unul dintre cei mai influenți pictori francezi ai stilului Neoclasic.

## Pasiunea pentru desen
Născut la Paris, era fiul lui Louis-Maurice David, un negustor destul de înstărit și al lui Marie-Geneviève Buron, care se trăgea dintr-o familie de constructori și arhitecți. Jacques-Louis este crescut de familia mamei sale de la vârsta de nouă ani, după moartea prematură a tatălui său, care și-a pierdut viața într-un duel pe data de 2 decembrie 1757.
Unchii micuțului, François Buron și Jacques-François Desmaisons, îl trimit pe băiat mai întâi la colegiul din Beauvais, apoi într-una din cele mai renumite școli medii din Paris –colegiul Quatre-Nations. Este subjugat de desen iar la 17 ani vrea să devină pictor și membru al Academiei. Un aport deosebit în dezvoltarea intelectuală a tânărului artist îl are Michel-Jean Sedaine, secretarul Academiei Regale, care îi dăruiește prietenia sa și îl tratează ca pe propriul fiu. David va locui la acesta începând din anul 1768. 
În anul 1774, după patru încercări, reușește să ia Marele Premiu la concursul Grand-Prix de Rome, premiu care-i permite să fie acceptat la "Ecole des Eleves proteges" și la Academia de la Roma.

## Călătoria la Roma

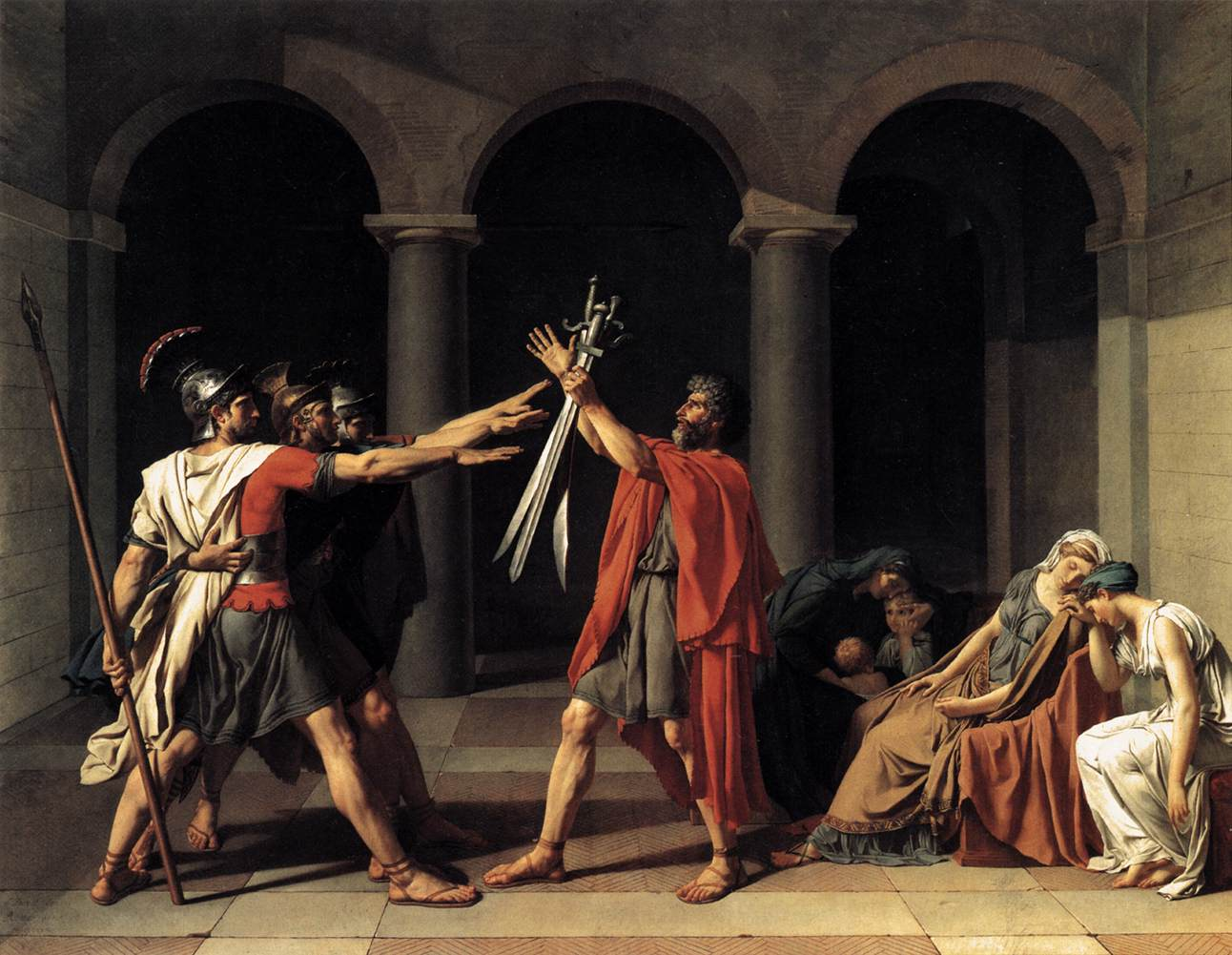
Jurământul Horaţiilor, 1784

În anul 1775, David pleacă în Italia, unde la început se simte intimidat, dar se apucă imediat de lucru, supunându-se cu strictețe regulamentului școlii. Are totuși timp suficient pentru a seduce o servitoare italiană, după care refuză să ia în căsătorie fata care rămăsese însărcinată, tulburând cu fapta sa imorală viața liniștită a bursierilor Academiei. În anul 1779, David vizitează Napoli și ruinele de la Pompei. Această călătorie va avea un rol decisiv pentru viitoarea sa dezvoltare artistică : va deveni fără umbră de îndoială adeptul neoclasicismului.

## David - pictor academic și avangardist
În 1780 revine la Paris iar la expoziția Salonului din anul 1781, prezintă Belizarie cerșind și este primit cu aplauze. Succesul de care se bucură îi atrage clienți și ucenici. Atelierul lui David va deveni un centru al avangardei în pictură. În anul 1781, pleacă în Flandra pentru a studia pictura locului.

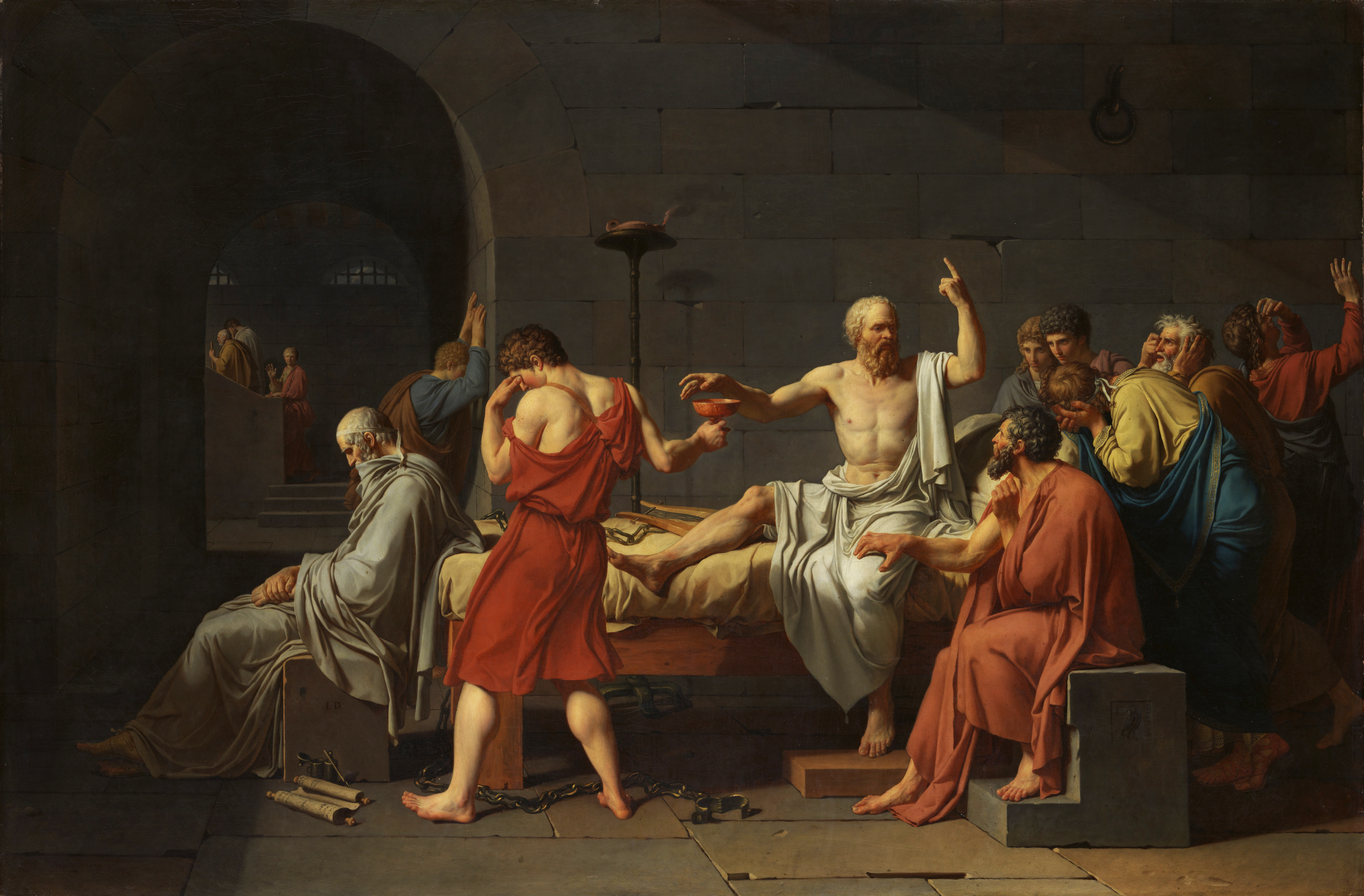
Moartea lui Socrate, 1787

În mai 1782, se căsătorește cu Marguerite-Charlotte Pecoul, fiica unui bogat funcționar din administrația clădirilor regale. Mariajul acesta îl va elibera pe artist de toate grijile materiale. În anul care va urma, David va fi primit ca membru în rândurile Academiei. În același an -1783- vine pe lume primul fiu al pictorului, Charles-Lois-Jules, în 1784, cel de-al doilea fiu, Eugene, iar în 1786 i se nasc gemenele, Felicite-Emilie și Pauline-Jeanne. Pânza Jurământul lui Horațiu îl urcă pe David pe piedestal.
În vremurile furtunoase ale revoluției, David se angajează fără ezitare atât ca artist, cât și ca om în activitatea politică.
În anul 1792, David este numit deputat al Convenției Naționale și aderă la tabăra lui Robespierre. În 1793, se pronunță pentru decapitarea regelui. În urma unor conflicte cu Academia, David-revoluționarul se hotărăște să dizolve această instituție. Își atinge scopul – în anul 1793 Academia își încetează existența. Se ocupă, de asemenea, de înființarea acelei instituții la care visase și Diderot –Muzeul Național, reprezentând embrionul Louvre-ului de astăzi. 
După căderea lui Robespierre, survenită pe 27 iulie 1794, e în pericol; reușește să evite ghilotina, deși în două rânduri- în anul 1794 și 1795- va fi întemnițat.

## David, pictorul de curte al Împăratului

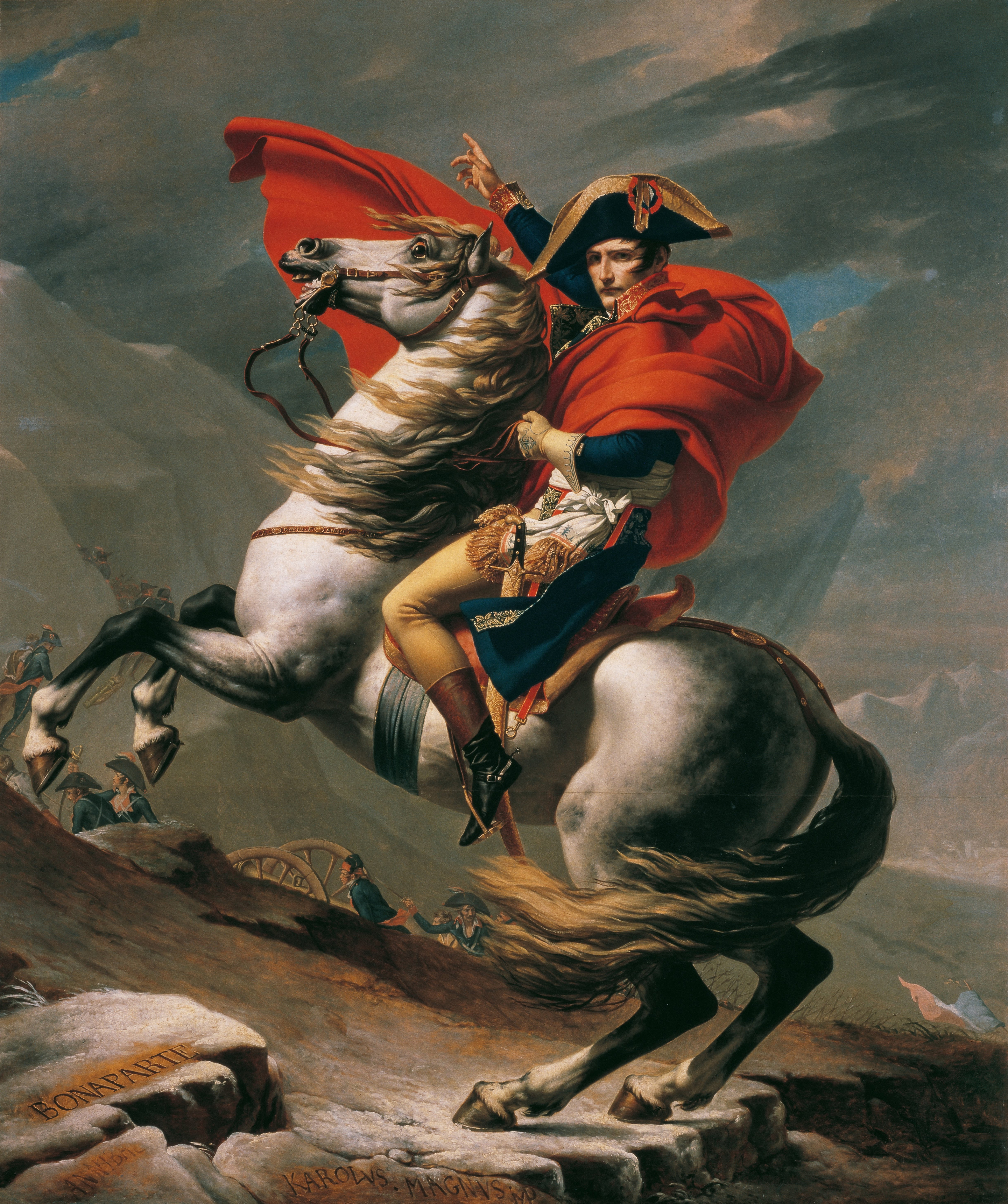
Napoleon Bonaparte traversând Alpii, 1800

După ce va fi încoronat împărat, Napoleon îi va încredința funcția de artist oficial al regimului. În anul 1803, îl decorează cu "Legiunea de Onoare", în decembrie 1804, îl numește primul pictor al curții imperiale. Artistul își începe cariera de la curte cu imortalizarea festivității de încoronare. Încă de la prima ședință în care Bonaparte i-a pozat artistului, David a recunoscut în acesta un idol și în perioada de existență a Imperiului, David este apologetul acestuia. După înfrângerea de la Waterloo din 1815 pleacă din țară. Reușește să emigreze în Belgia și chiar și atunci când Franța este gata să-l primească, refuză să se mai întoarcă. Ultimii 10 ani îi petrece la Bruxelles. Într-o seara din februarie 1824, pe când ieșea de la teatru, dă peste el o trăsură. Nu își va mai reveni niciodată pe deplin. Moare pe 29 decembrie 1825.

## Galerie

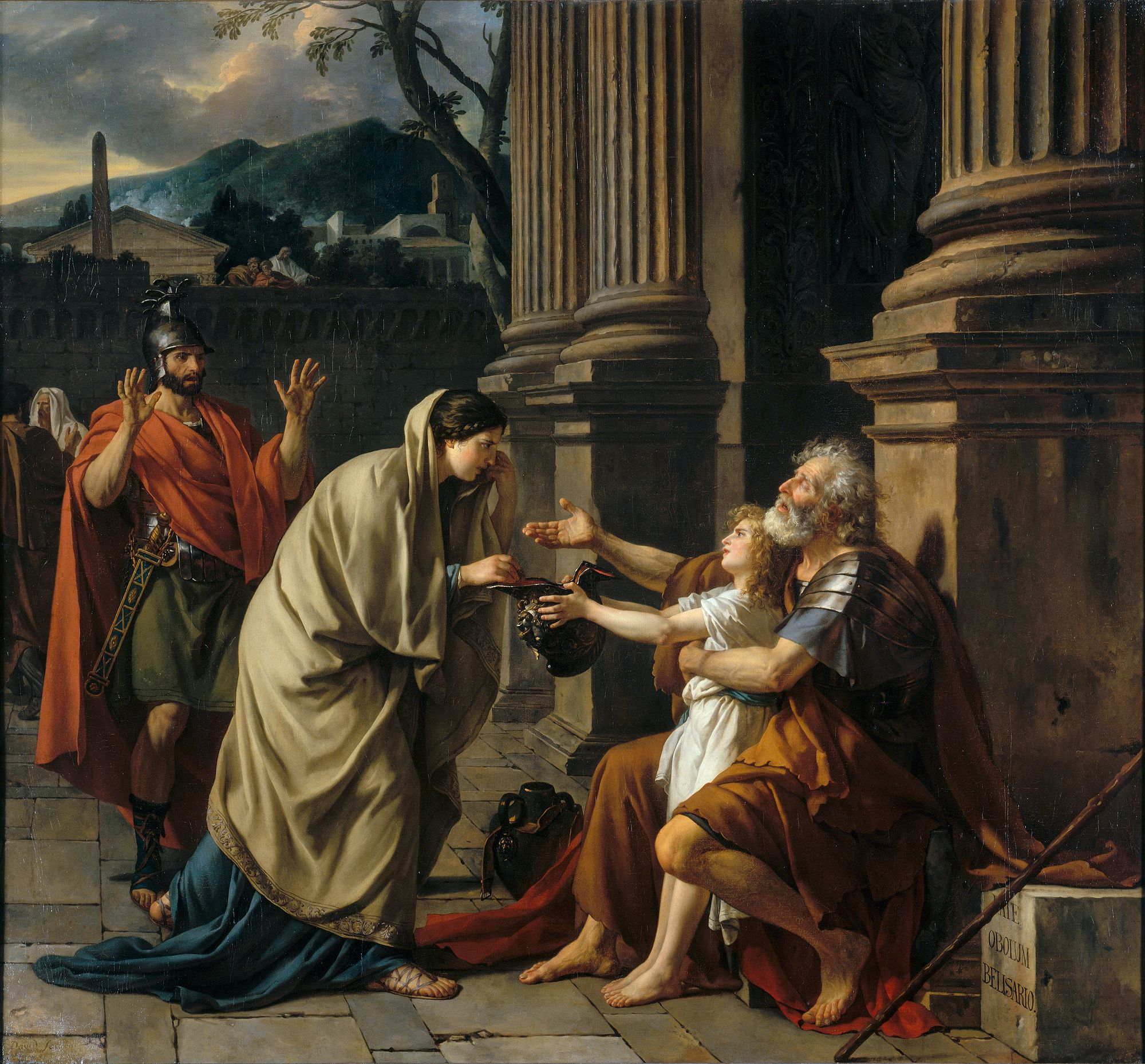
Belizarie cerşind, 1781
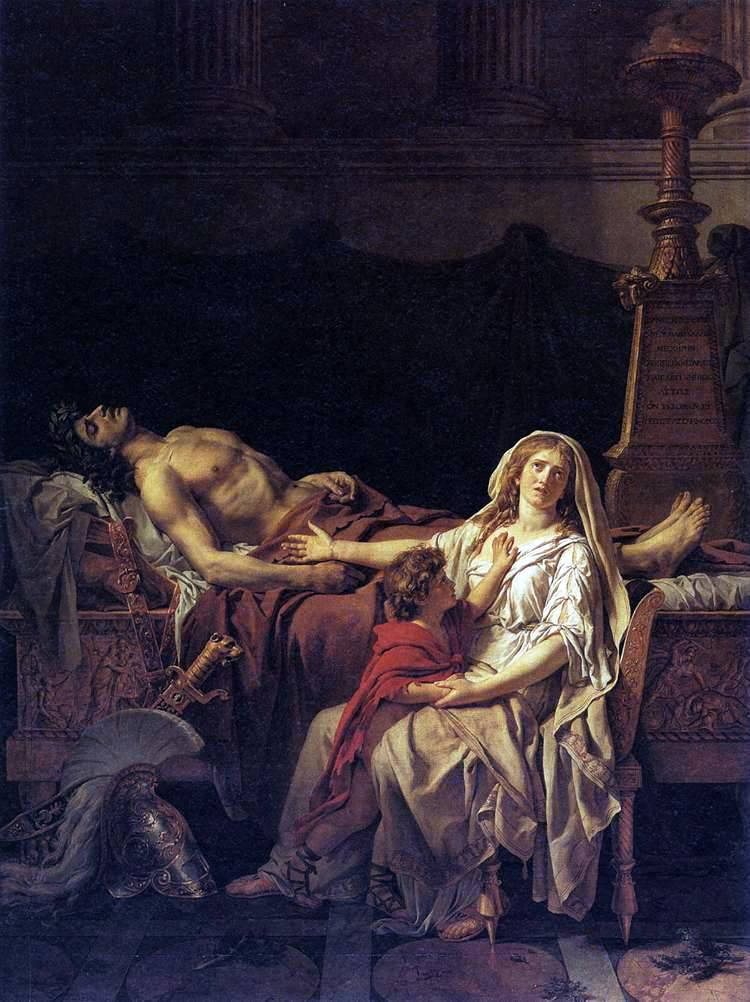
Andromaca jelindu-l pe Hector, 1783
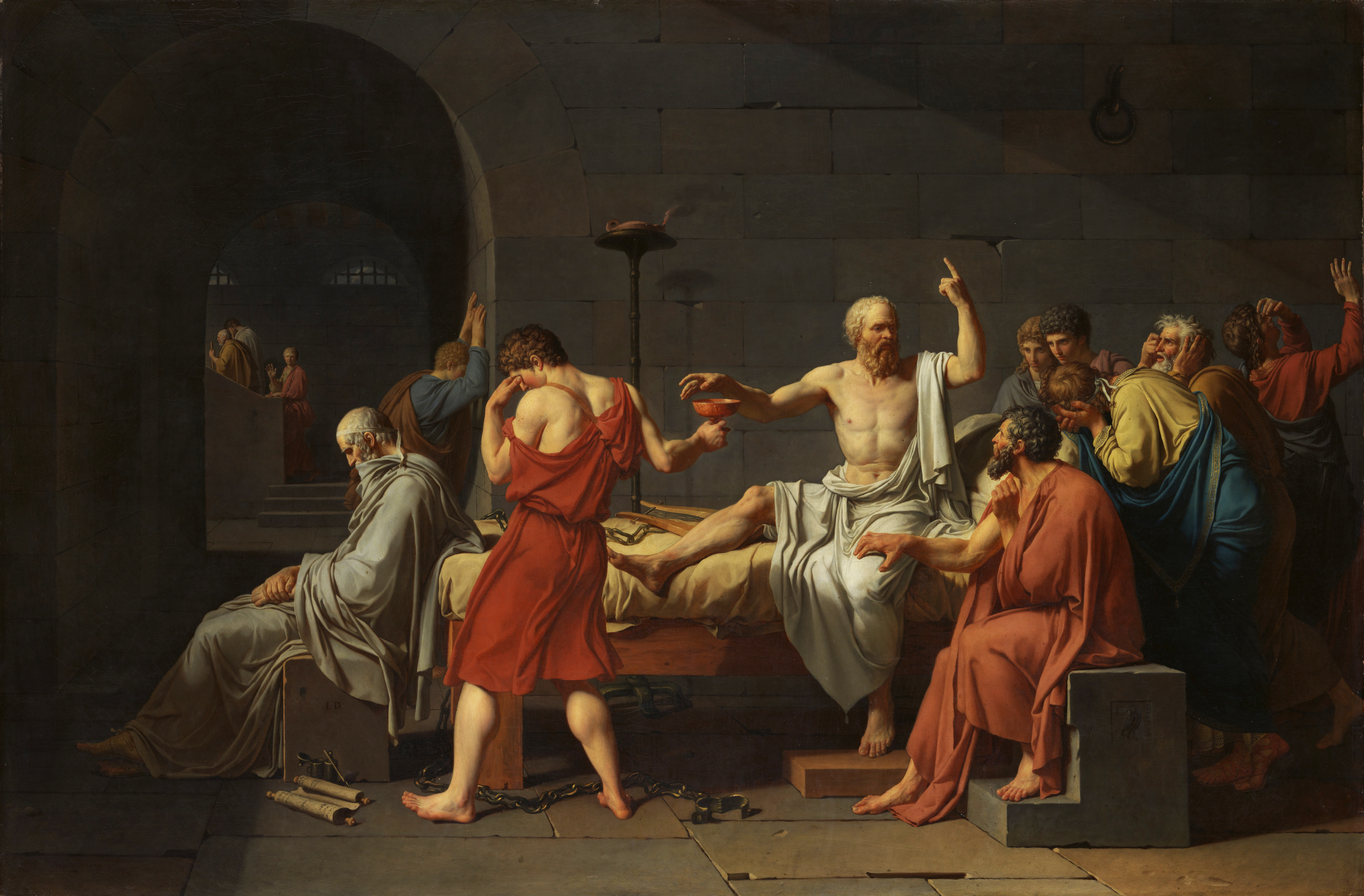
Moartea lui Socrate, 1787
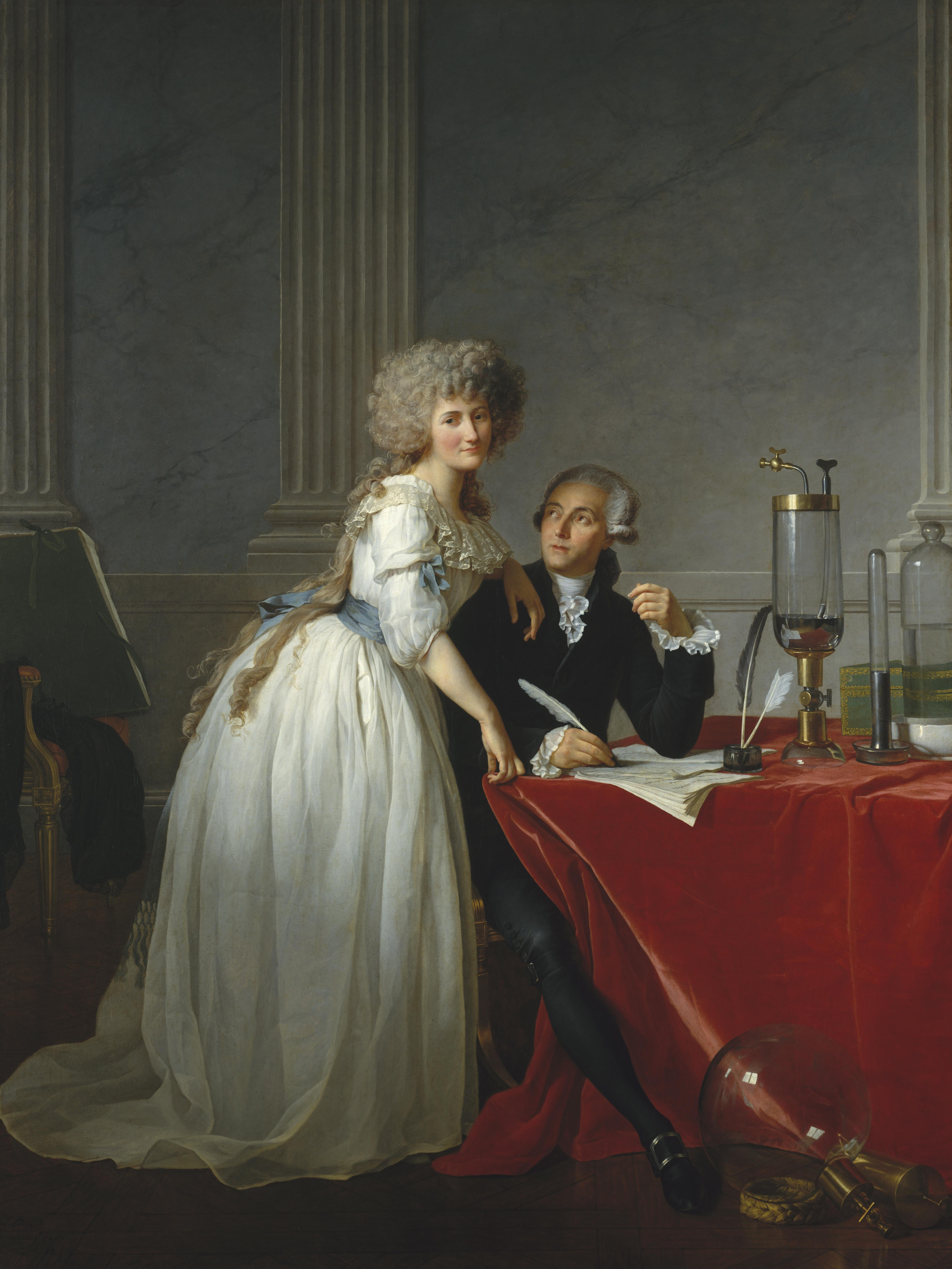
Portretul lui Antoine-Laurent Lavoisier şi al soţiei sale, 1788
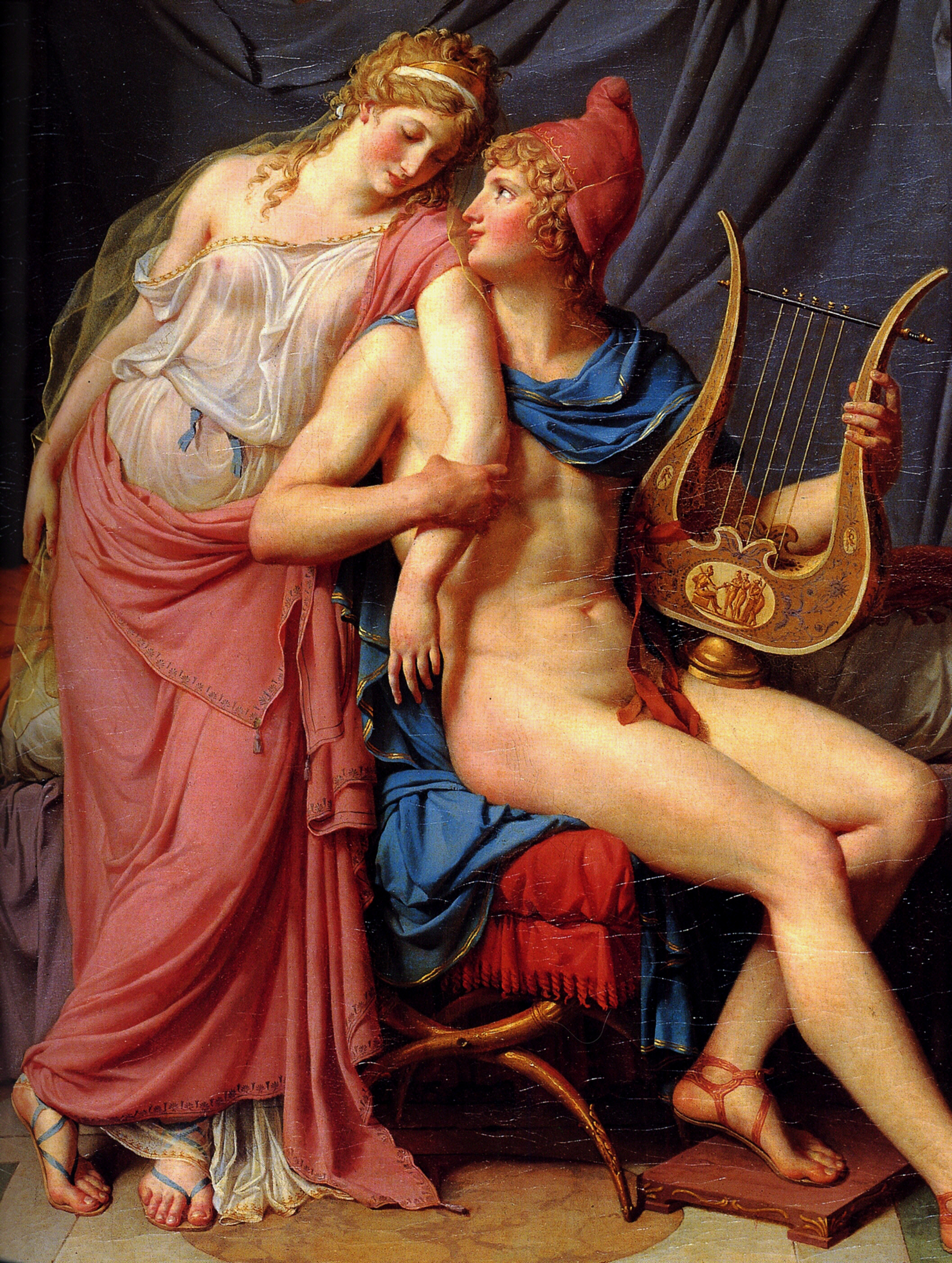
Paris şi Elena, 1788
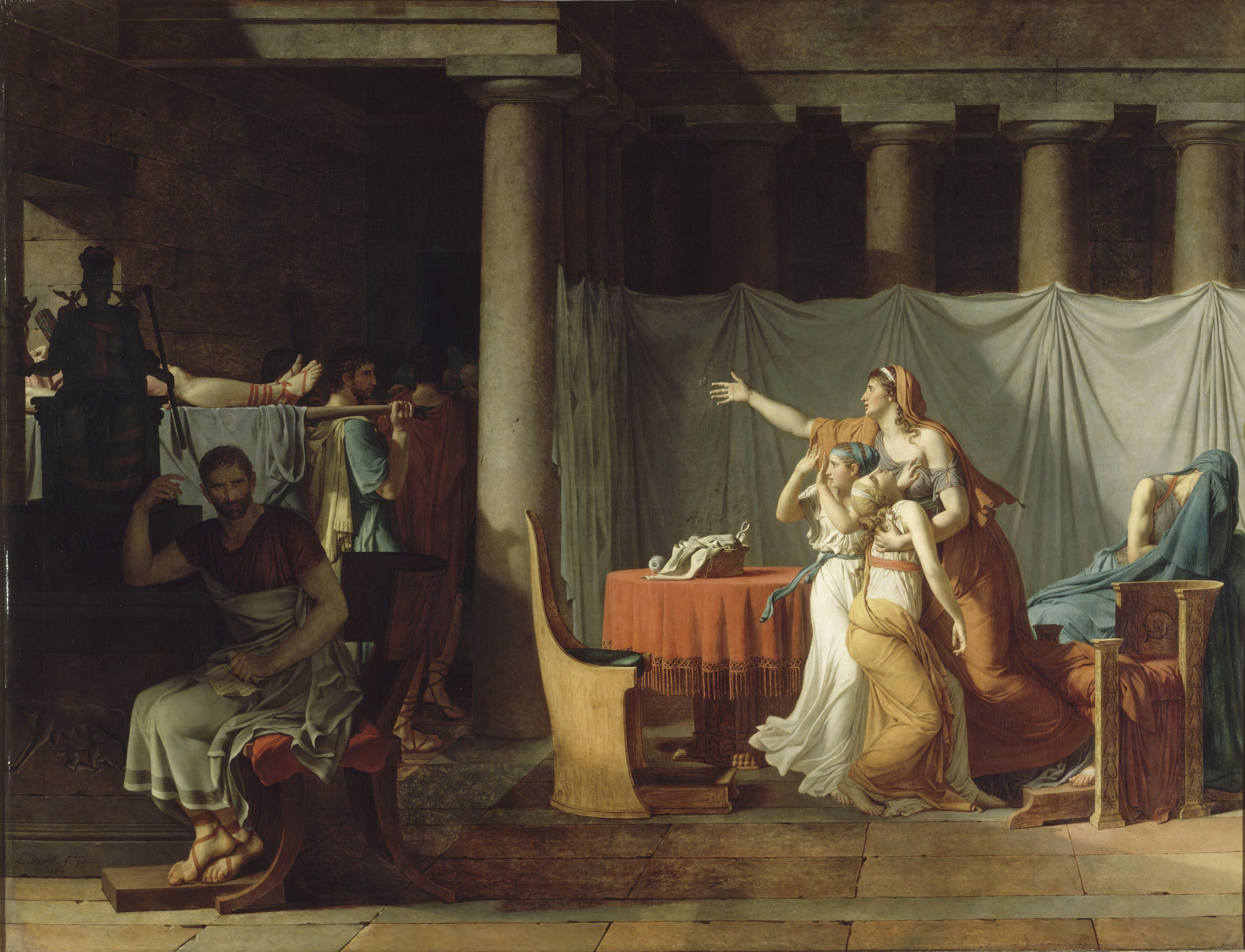
Lictorii aducându-i lui Brutus trupurile fiilor săi, 1789
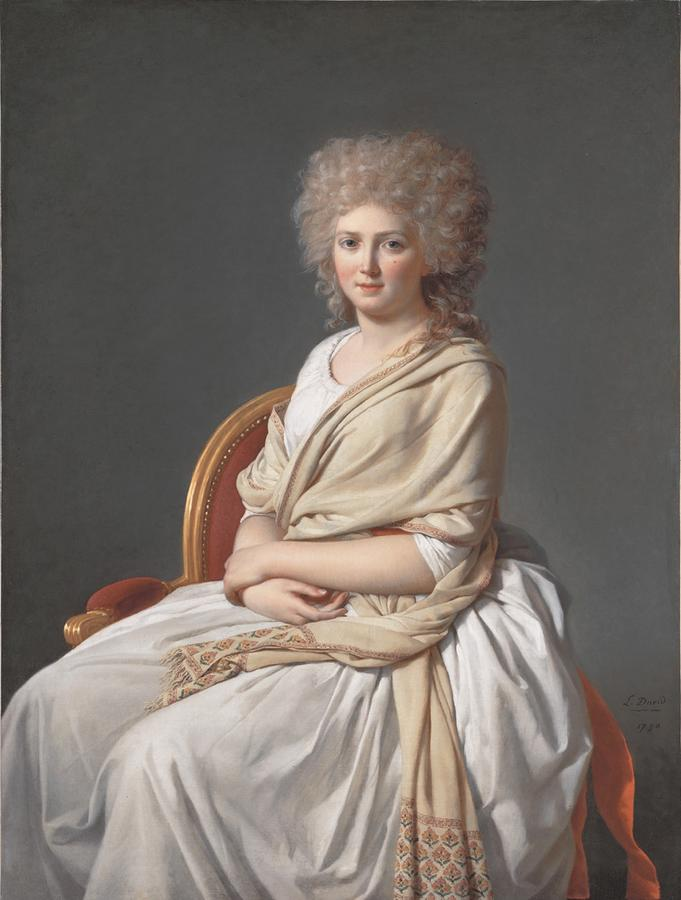
Portret Anne-Marie-Louise Thélusson, Contesă de Sorcy, 1790
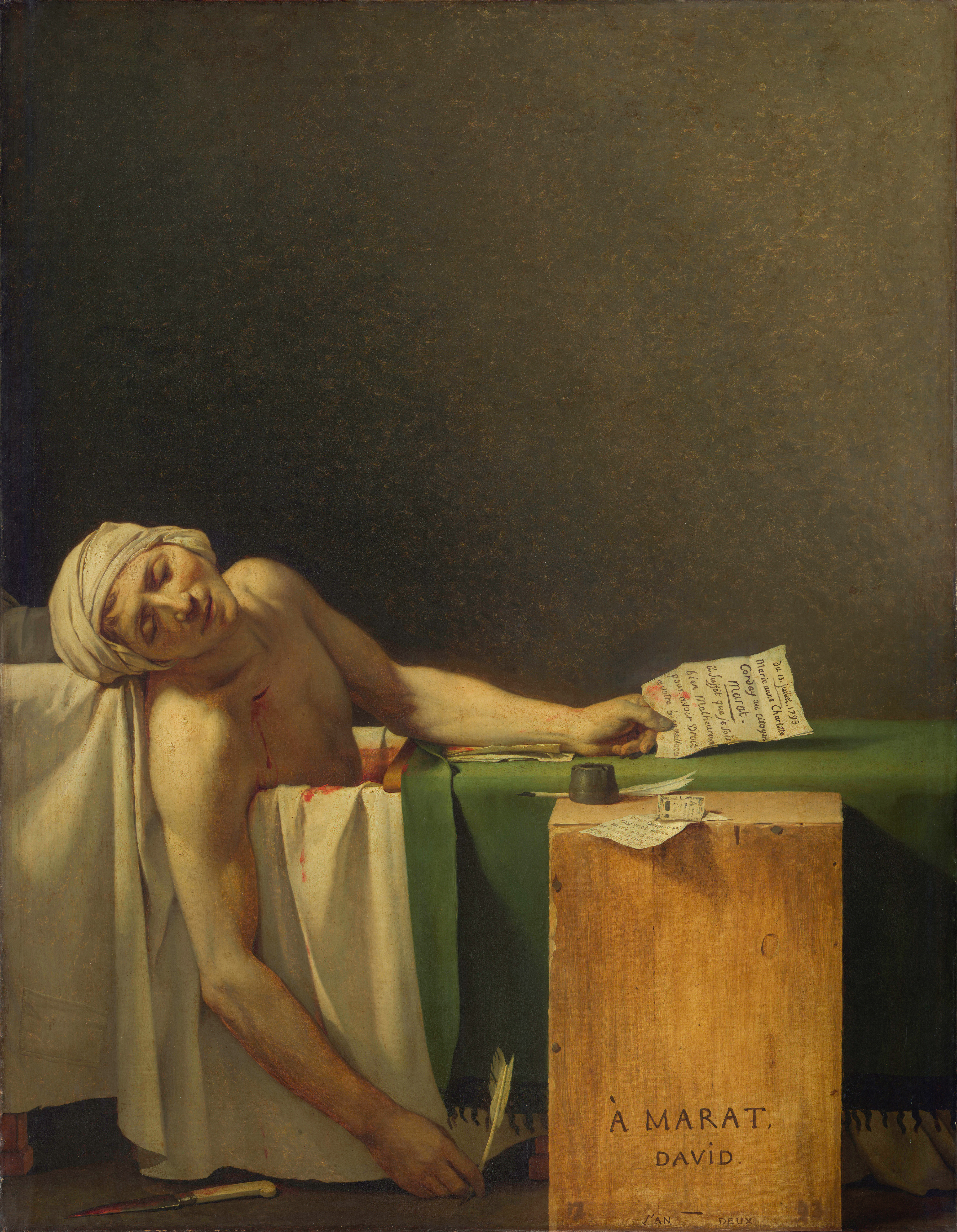
Moartea lui Marat, 1793
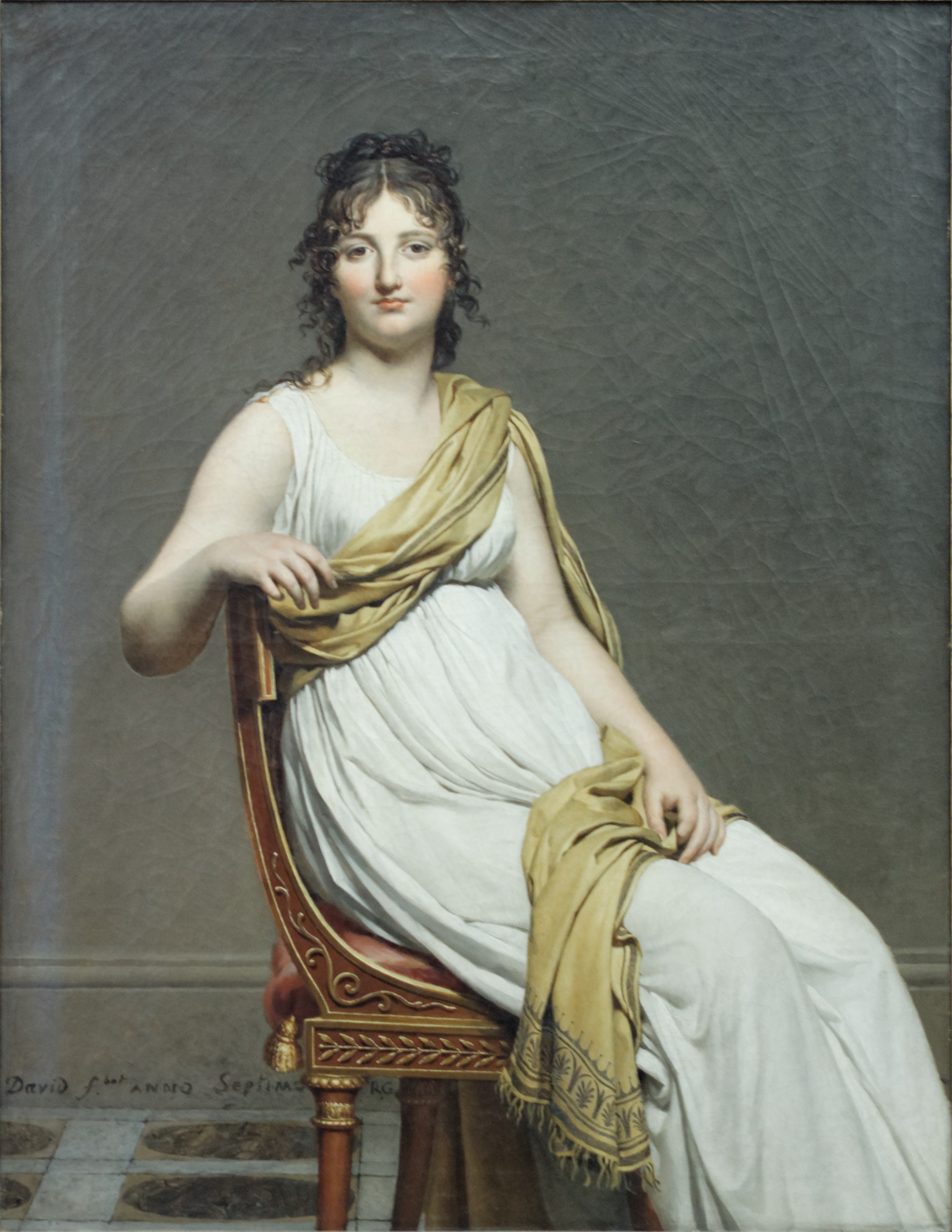
Portretul doamnei de Verninac'', 1798–1799
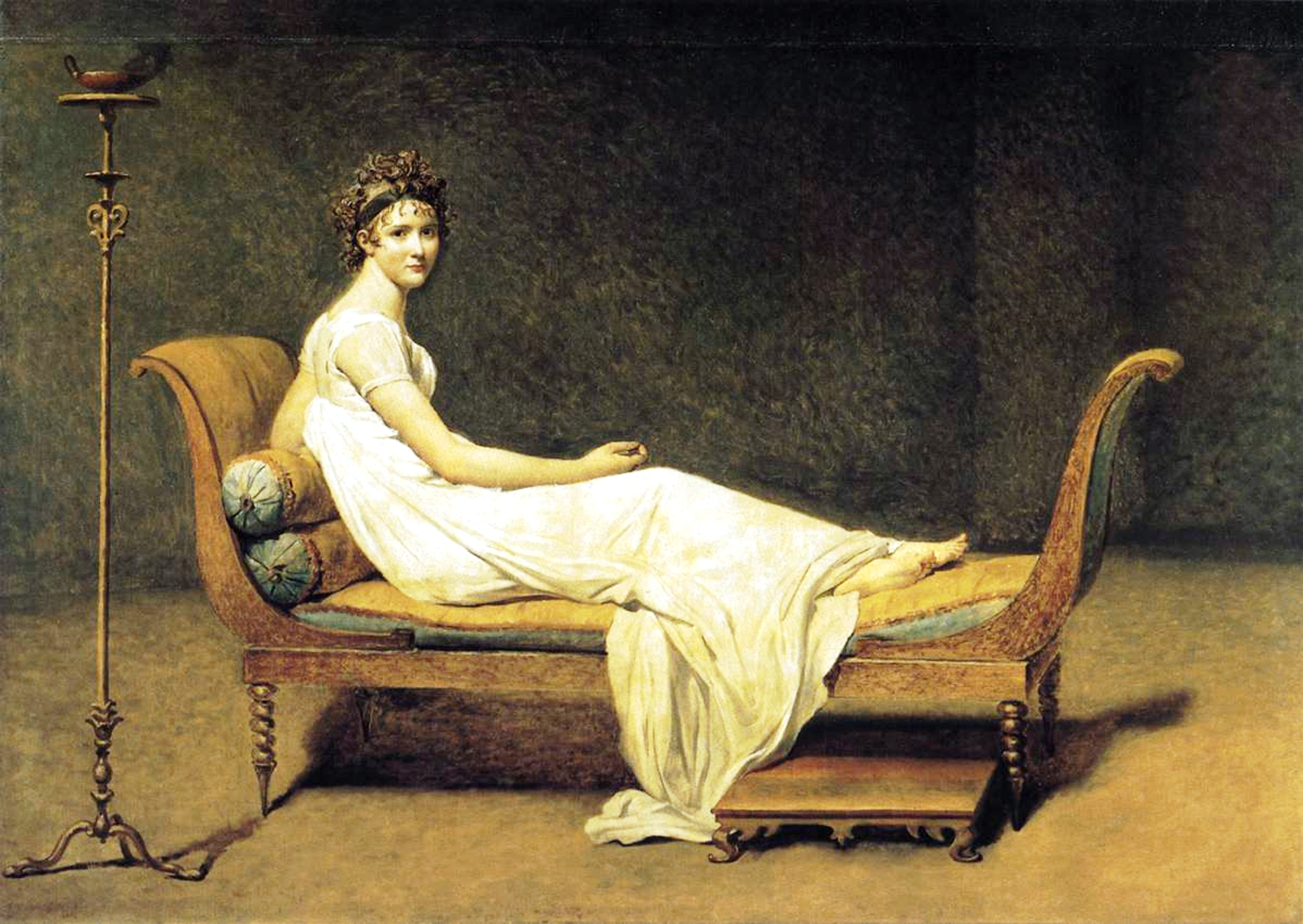
Portretul doamnei Récamier, 1800
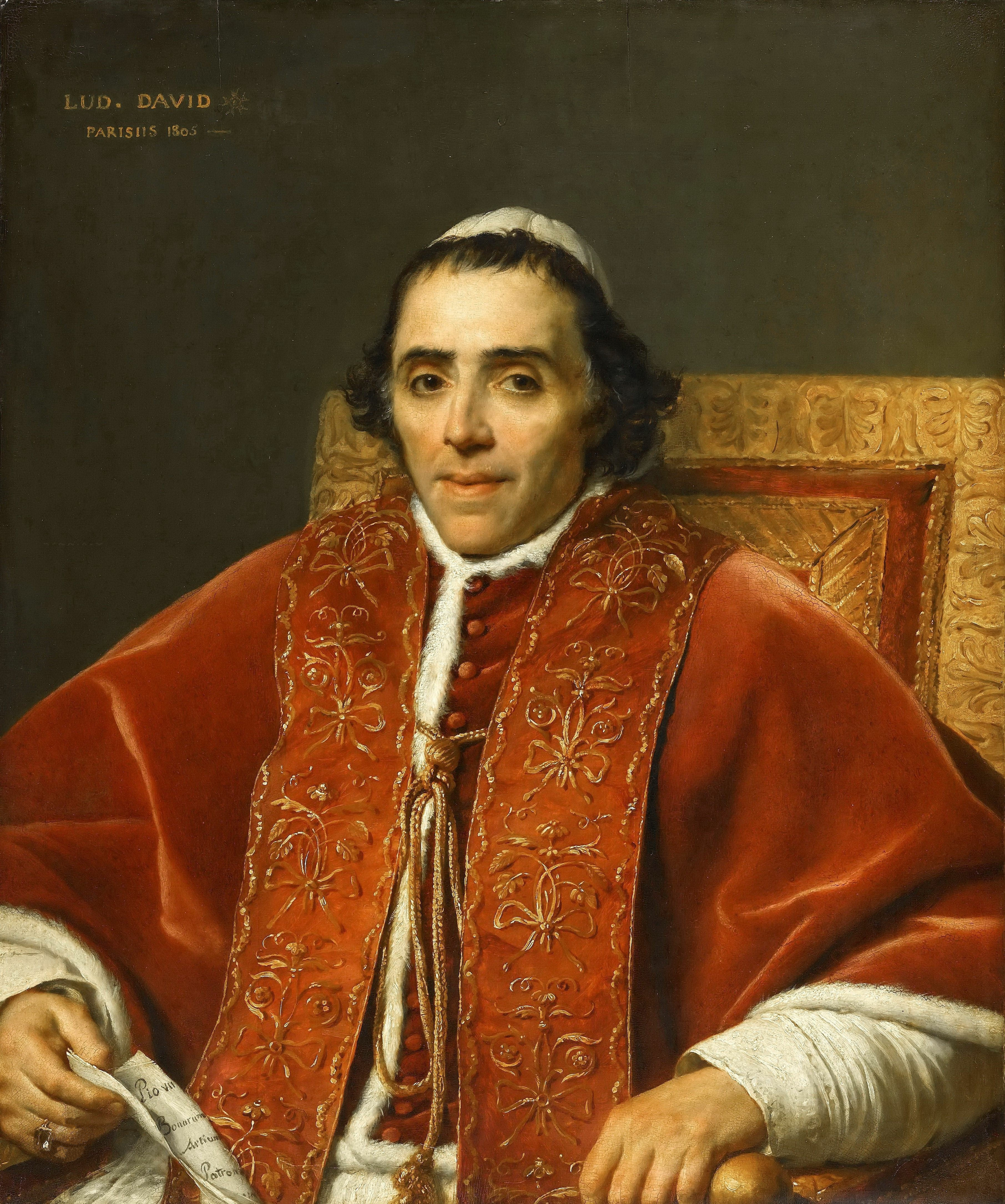
Portretul papei Pius al VII-lea, 1805
Încoronarea lui Napoleon, 1806
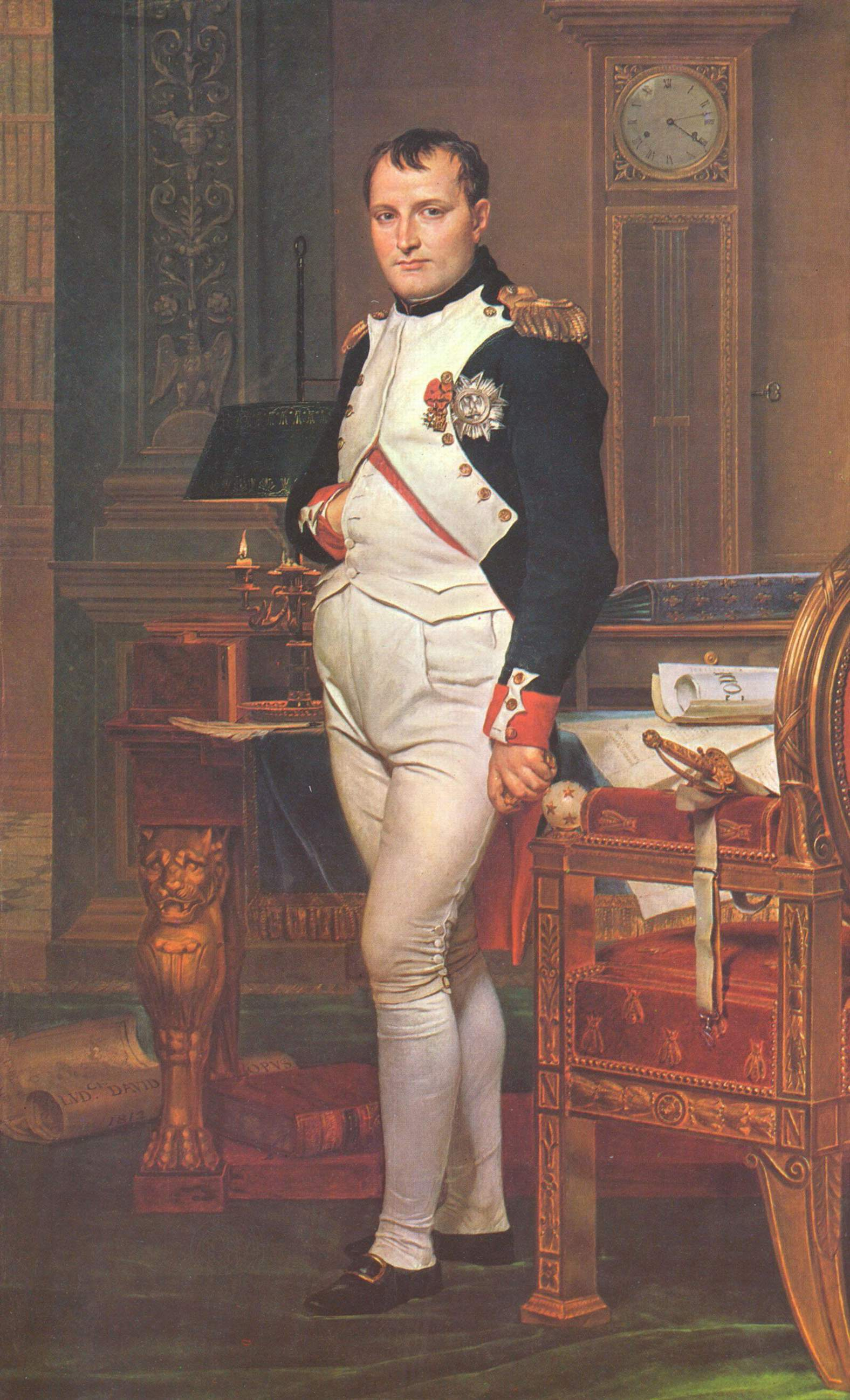
Napoleon în cabinetul său de lucru, 1812
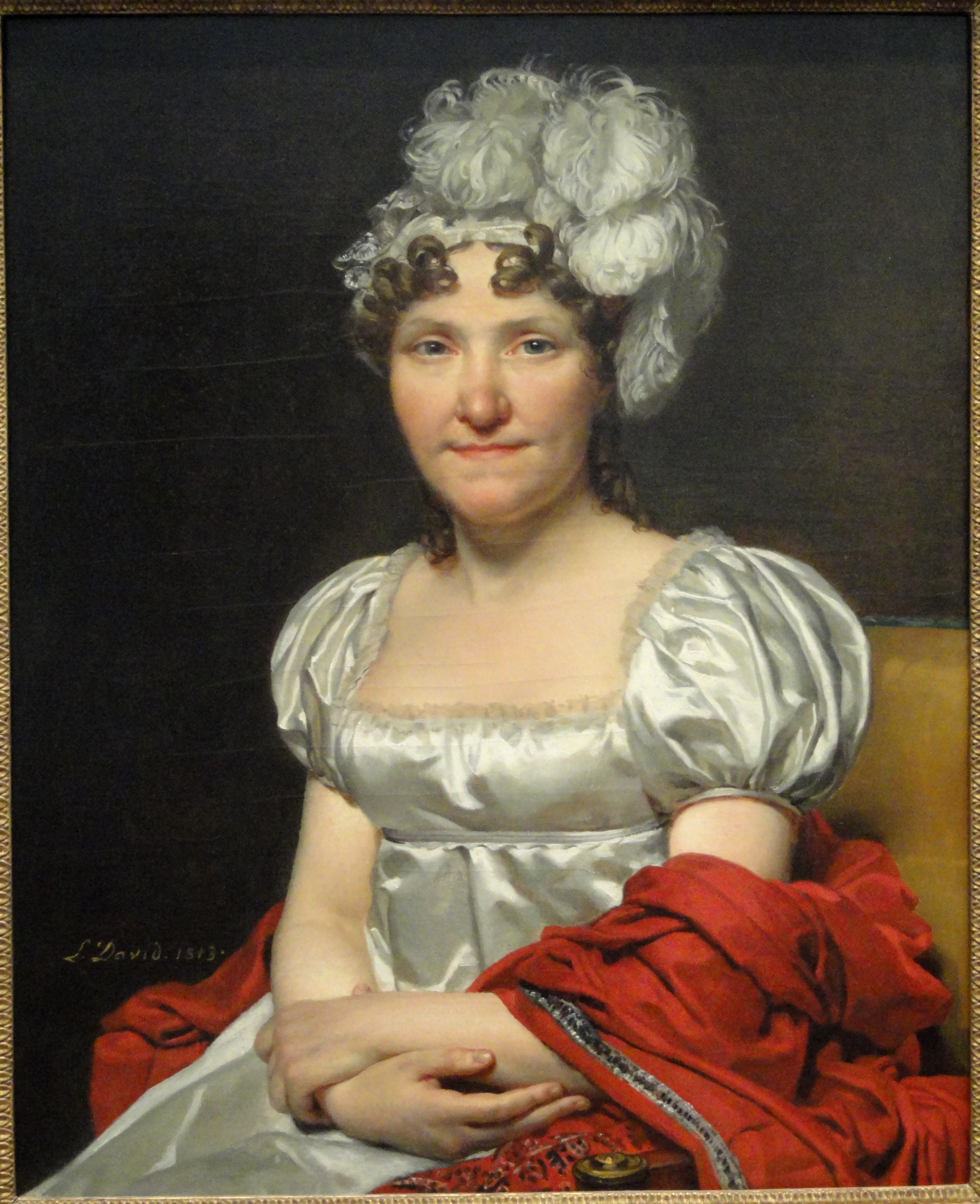
Marguerite-Charlotte David, 1813
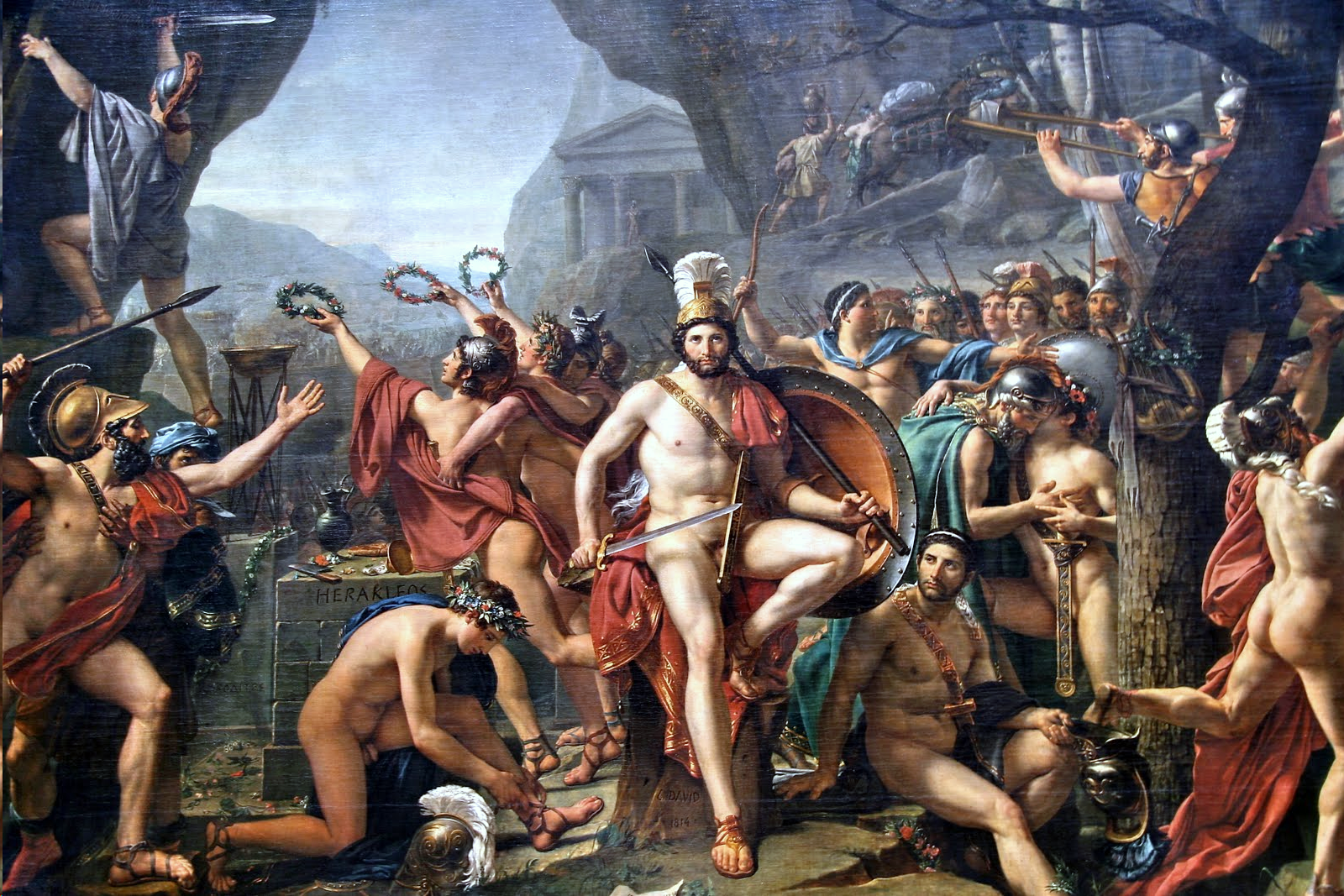
Leonidas la Termopile, 1814
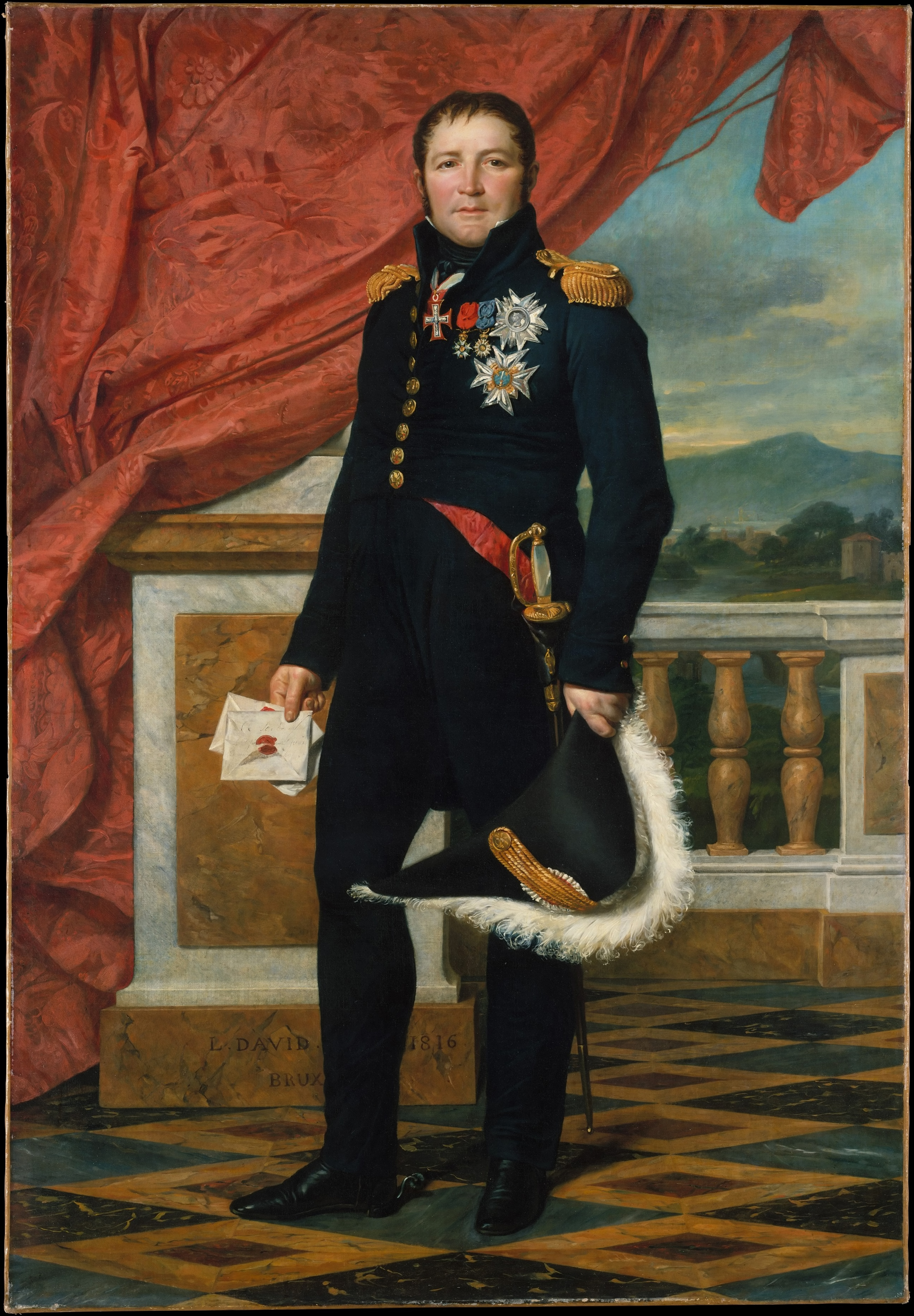
Étienne-Maurice Gérard, 1816
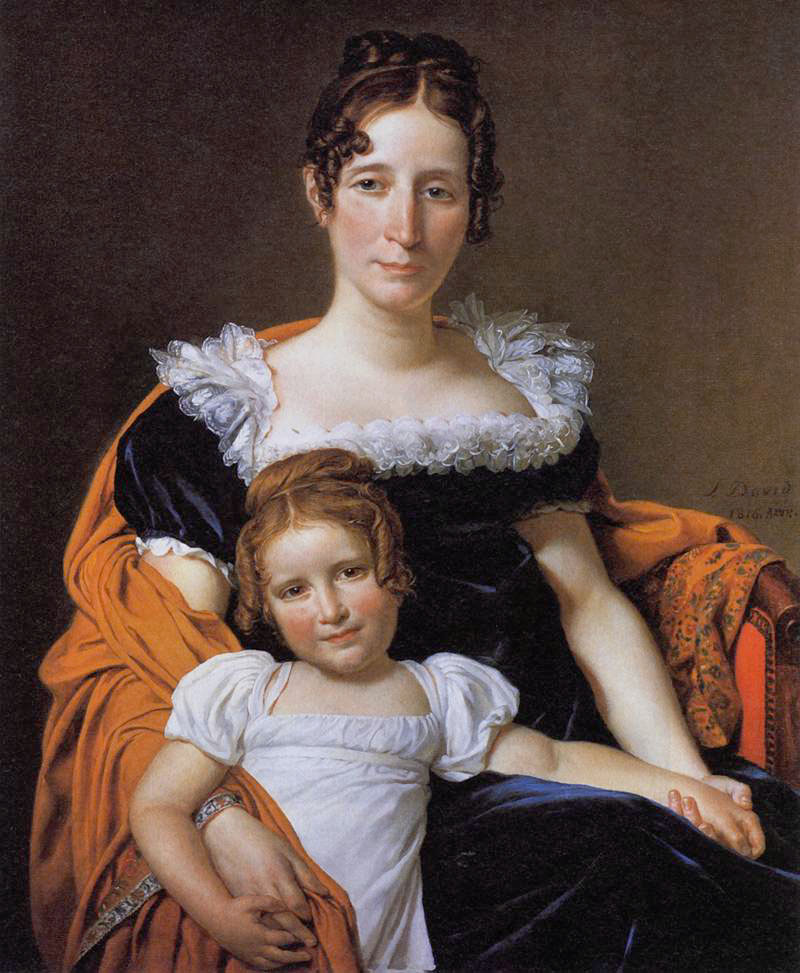
Contesa Vilain a XIIII-a şi fiica sa, 1816
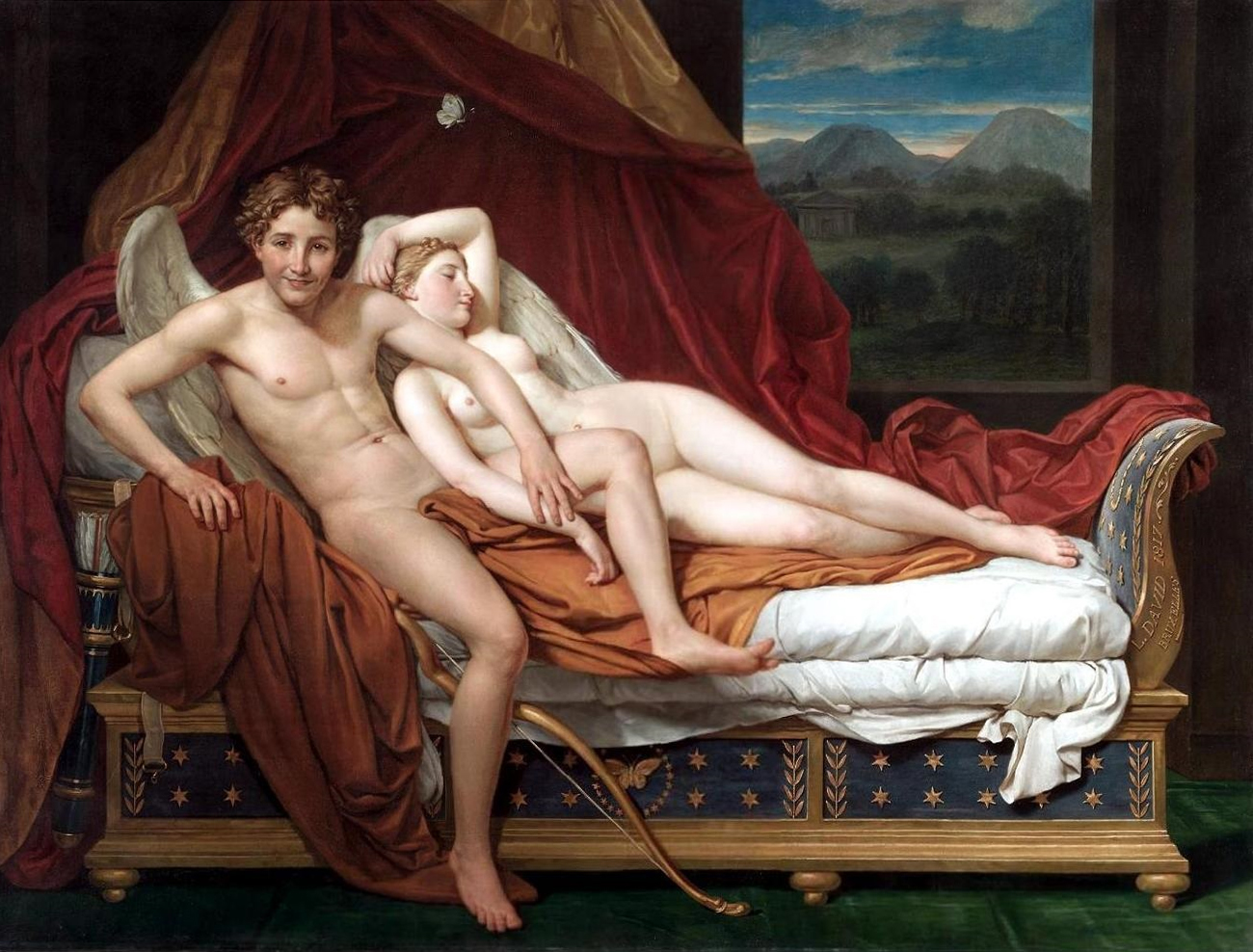
Cupid şi Psyche, 1817
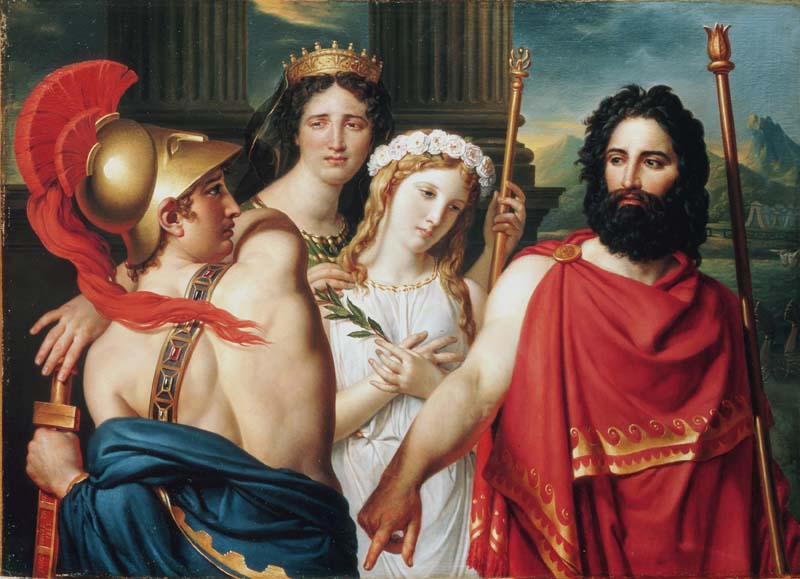
Furia lui Ahile, 1825

## Principalele pânze
- Belizarie cerșind
- Jurământul Horațiilor
- Moartea lui Marat
- Sabinele
- Portretul doamnei Récamier
- Încoronarea lui Napoleon

## David în muzeele lumii
- Belgia
  - Bruxelles – Musee Royaux des Beaux-Arts de Belgique
- Franța
  - Avignon  – Musee Calvet
  - Bayonne  – Musee Bonnat
  - Cherbourg – Musee Thomas Henry
  - Lille - Musee des Beaux-Arts
  - Paris  – Louvre, Ecole des Beaux-Arts, Musee Carnavalet, Bibliotheque national
  - Pau  – Musee des Beaux-Arts
  - Rouen – Musee des Beaux-Arts
  - Toulouse – Musee des Augustins
  - Tours – Musee des Beaux-Arts
  - Versailles  – Musee National du Palais de Versailles, Musee National du Chateau
- Polonia
  - Varșovia – Muzeum Norodowe
- Statele Unite
  - Cambridge – Fogg Art Museum
  - Chicago – The Art Institute of Chicago
  - New York – Metropolitan Museum of Arts
  - Washington – National Gallery of Art